# Leiodes sparreschneideri
Leiodes sparreschneideri är en skalbaggsart som beskrevs av Embrik Strand 1943. Leiodes sparreschneideri ingår i släktet Liodes, och familjen mycelbaggar. Enligt den finländska rödlistan är arten nära hotad i Finland. Arten är reproducerande i Sverige. Artens livsmiljö är fjällhedar.